# 완다 헨드릭스

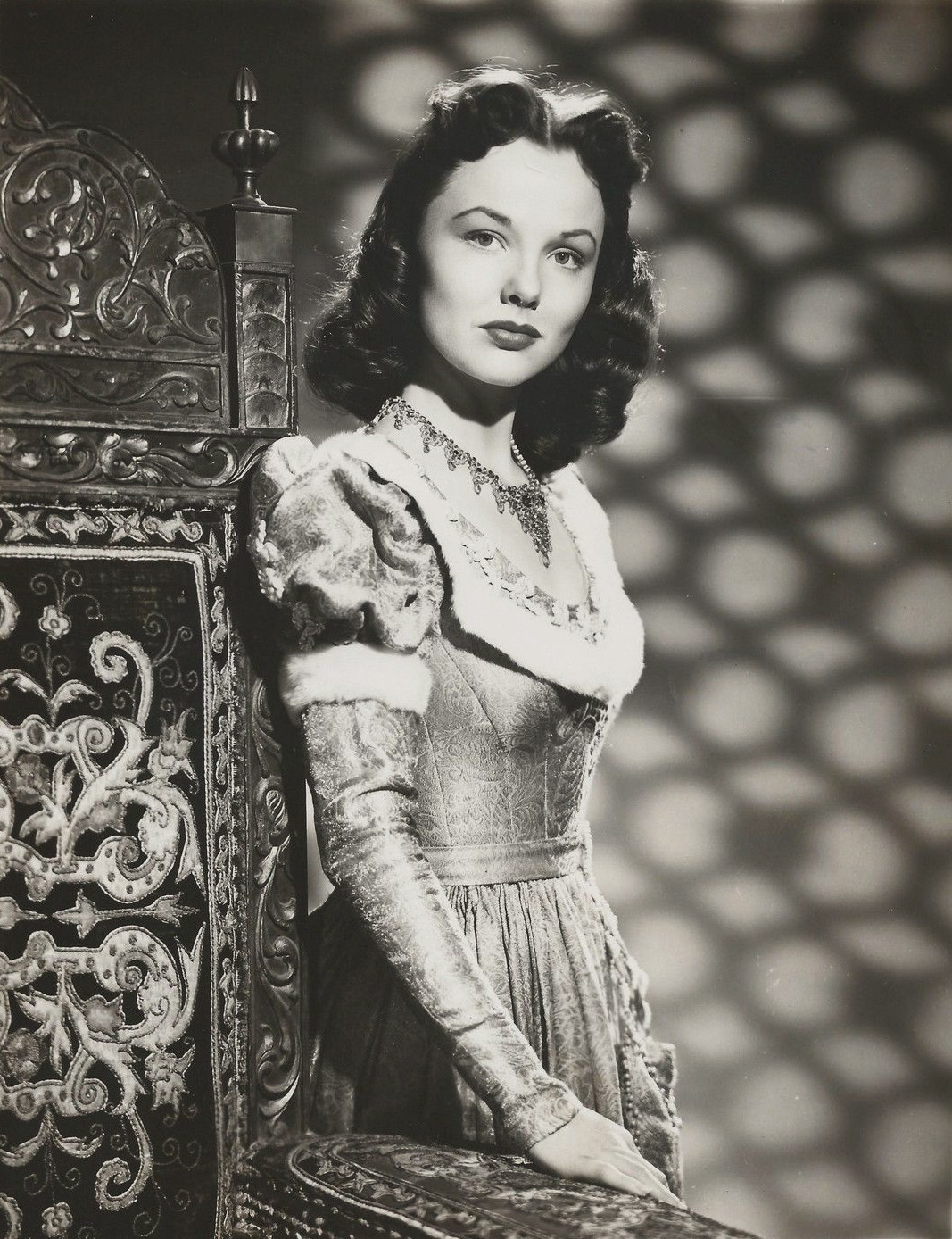

완다 헨드릭스(Wanda Hendrix, 1928년 11월 3일 ~ 1981년 2월 1일)는 미국의 배우, 텔레비전 배우, 영화배우이다.
잭슨빌에서 태어났으며 버뱅크에서 사망하였다. 사인은 폐렴이다.  포리스트 론 메모리얼 파크에 매장되었다.

## 영화
- 사우스 오브 앨지어스 (1953년) - 앤 버넷 역
- 캡틴 캐리 USA (1950년) - 지울리아 드 그라피 역
- 여우들의 왕자 (1949년)
- 웰컴 스트레인저 (1947년)
- 버라이어티 걸 (1947년)
- 핑크 말 타기 (1947년)